# در گرمای شب (ترانه ساندرا)
«در گرمای شب» (به انگلیسی: In the Heat of the Night) تک‌آهنگی از هنرمند اهل آلمان🇩🇪 ساندرا کرتو است که در سال ۱۹۸۵ میلادی منتشر شد.